# Trofaste Gud, som livet i oss tänder
Trofaste Gud, som livet i oss tänder är en psalm, skriven 1968 av Fred Kaan och översatt till svenska 1979 av Eva Norberg. Texten bearbetades 1981. Musiken är skriven 1965 av Daniel Olson.

## Publicerad i
- 1986 års psalmbok som nr 628 under rubriken "Livets gåva och gräns".
- Psalmer och Sånger 1987 som nr 730 under rubriken "Framtiden och hoppet - Livets gåva och gräns".[1]